# Communauté de communes de l'Asfeldois
La communauté de communes de l'Asfeldois est une ancienne communauté de communes française, située dans le département des Ardennes en région Champagne-Ardenne.

## Composition
La Communauté de communes de l'Asfeldois est composée des communes suivantes :
1. Aire
2. Asfeld
3. Avaux
4. Balham
5. Blanzy-la-Salonnaise
6. Brienne-sur-Aisne
7. Gomont
8. Houdilcourt
9. L'Écaille
10. Le Thour
11. Poilcourt-Sydney
12. Roizy
13. Saint-Germainmont
14. Sault-Saint-Remy
15. Vieux-lès-Asfeld
16. Villers-devant-le-Thour